# Llei de la liquidació de les reclamacions dels natius d'Alaska

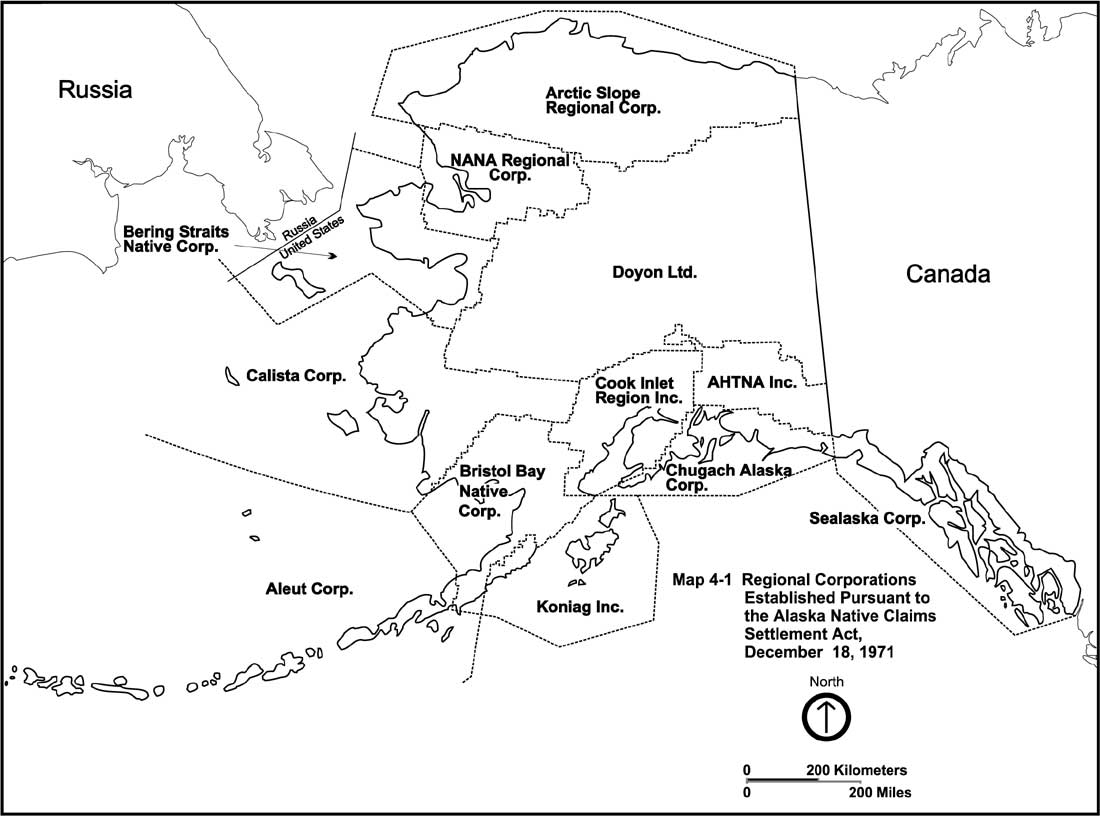
Corporacions regionals establertes per l'ANCSA

La Llei de la liquidació de les reclamacions dels natius d'Alaska (Alaska Native Claims Settlement Act o ANCSA) és una llei federal dels Estats Units aprovada pel president Richard M. Nixon el 18 de desembre de 1971. La llei va constituir en el moment la major liquidació de les reclamacions de terres de la història estatunidenca.
L'ANCSA estava destinada a resoldre la polèmica de terres aborígenes a l'estat estatunidenc d'Alaska, així com a estimular el desenvolupament econòmic de tota Alaska. La liquidació de les reclamacions es va efectuar mitjançant la transferència de la titularitat de determinades terres a dotze corporacions regionals (Alaska Native regional corporations) i més de 200 pobles indígenes (Alaska Native village corporations). Una tretzena corporació regional va ser creada després per als natius d'Alaska que ja no residien a Alaska.
La llei està codificada com 43 U.S.C. 1601 et seq.